# Riscodopa paucipora
Riscodopa paucipora is een uitgestorven mosdiertjessoort uit de familie van de Petraliidae. De wetenschappelijke naam van de soort is voor het eerst geldig gepubliceerd in 2002 door Cook & Bock.